# Résine (constituant)
 (septembre 2024).
Pour les articles homonymes, voir Résine.

Production de la résine PVC (procédé en suspension).

Une résine désigne un produit polymère (naturel, artificiel ou synthétique) qui est une matière de base pour fabriquer par exemple des matières plastiques, textiles, peintures (liquides ou en poudre), adhésifs, vernis, mousses de polymère. Elle peut être thermoplastique ou thermodurcissable.
Dans un matériau plastique renforcé, la résine, encore appelée matrice, très fluide ou très visqueuse, sert de liant pour faire la liaison entre les différentes particules du renfort, telles les fibres, billes ou microsphères de verre.

Par exemple, le préimprégné SMC (Sheet Moulding Compound) est composé notamment d'une résine polyester, d'un renfort (mat, tissu ou fibres), de charges et d'un catalyseur (durcisseur) prémélangés. Ce mélange prêt pour le moulage par compression à chaud se présente sous forme de feuilles.
L'expression « matière plastique » ayant une connotation péjorative pour certains consommateurs, le mot « résine » est souvent employé par les fabricants en lieu et place de « matière plastique ».